# Adamove, Iemilciîne
Adamove (în ucraineană Адамове) este un sat în comuna Bereznîkî din raionul Iemilciîne, regiunea Jîtomîr, Ucraina.

## Demografie
Componența lingvistică a localității Adamove
     Ucraineană (100%)
Conform recensământului din 2001, toată populația localității Adamove era vorbitoare de ucraineană (100%).